# Güstrower Markt

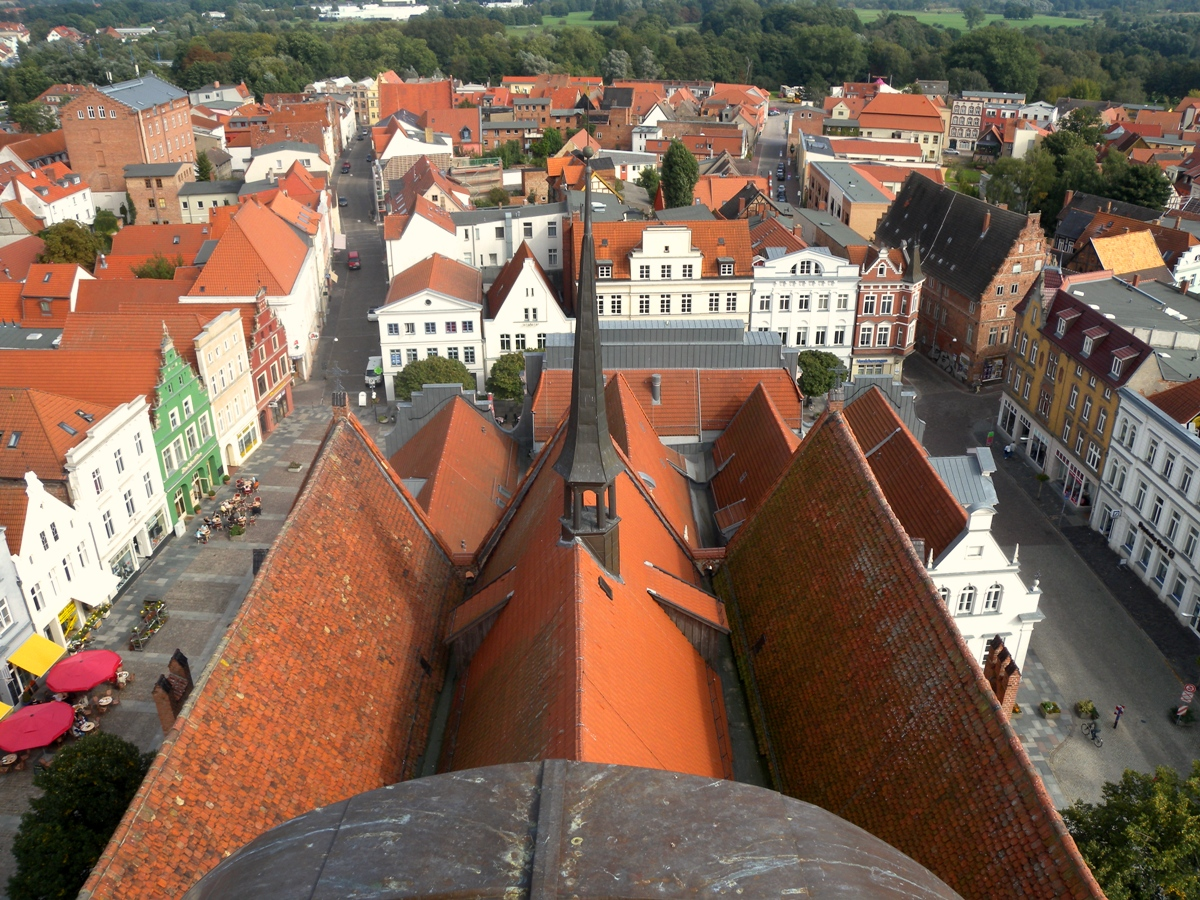
Pfarrkirche und Markt

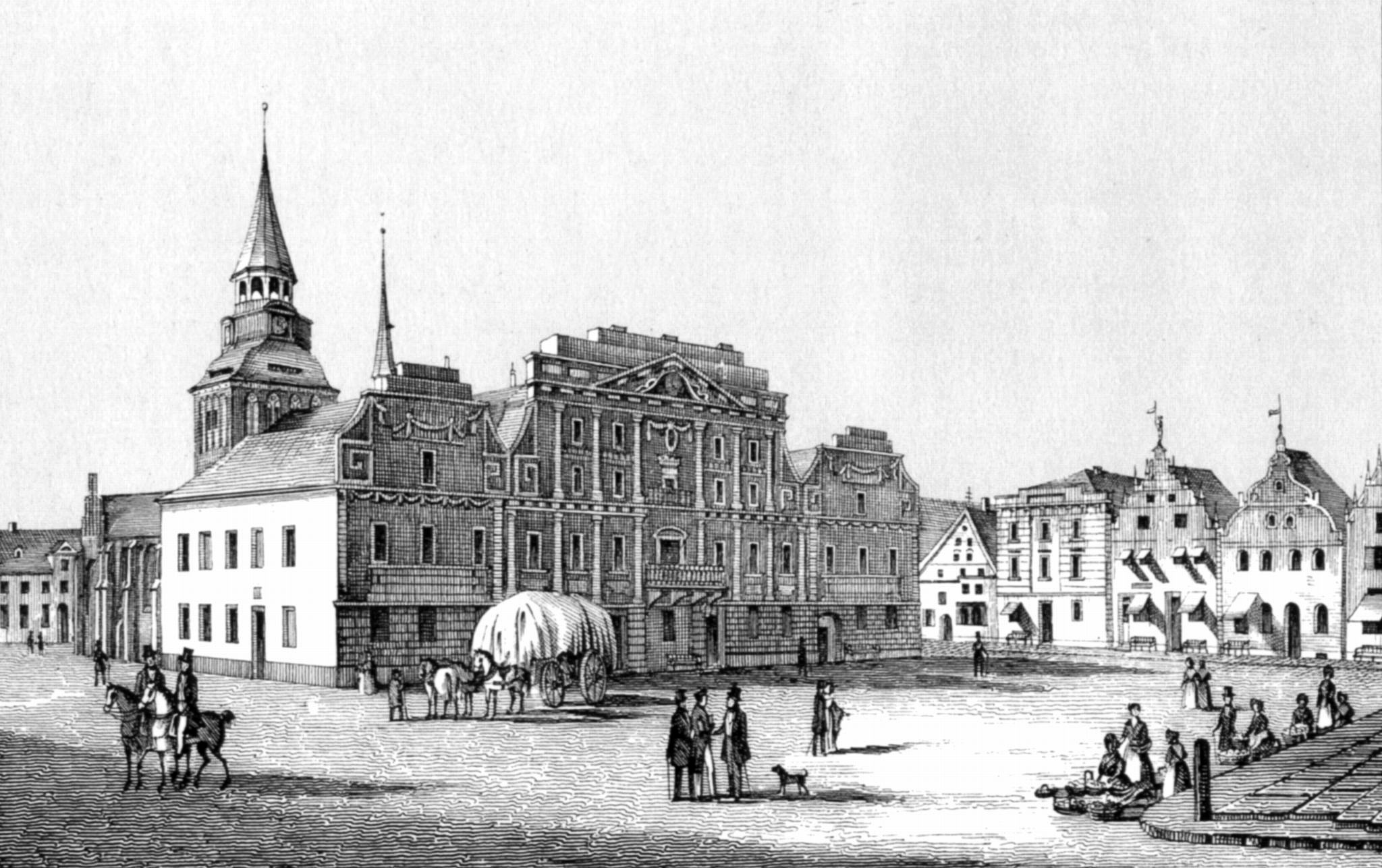
1840: Markt und Rathaus

Der historische Güstrower Markt in Güstrow in der Altstadt ist das Zentrum der Stadt.

## Nebenstraßen

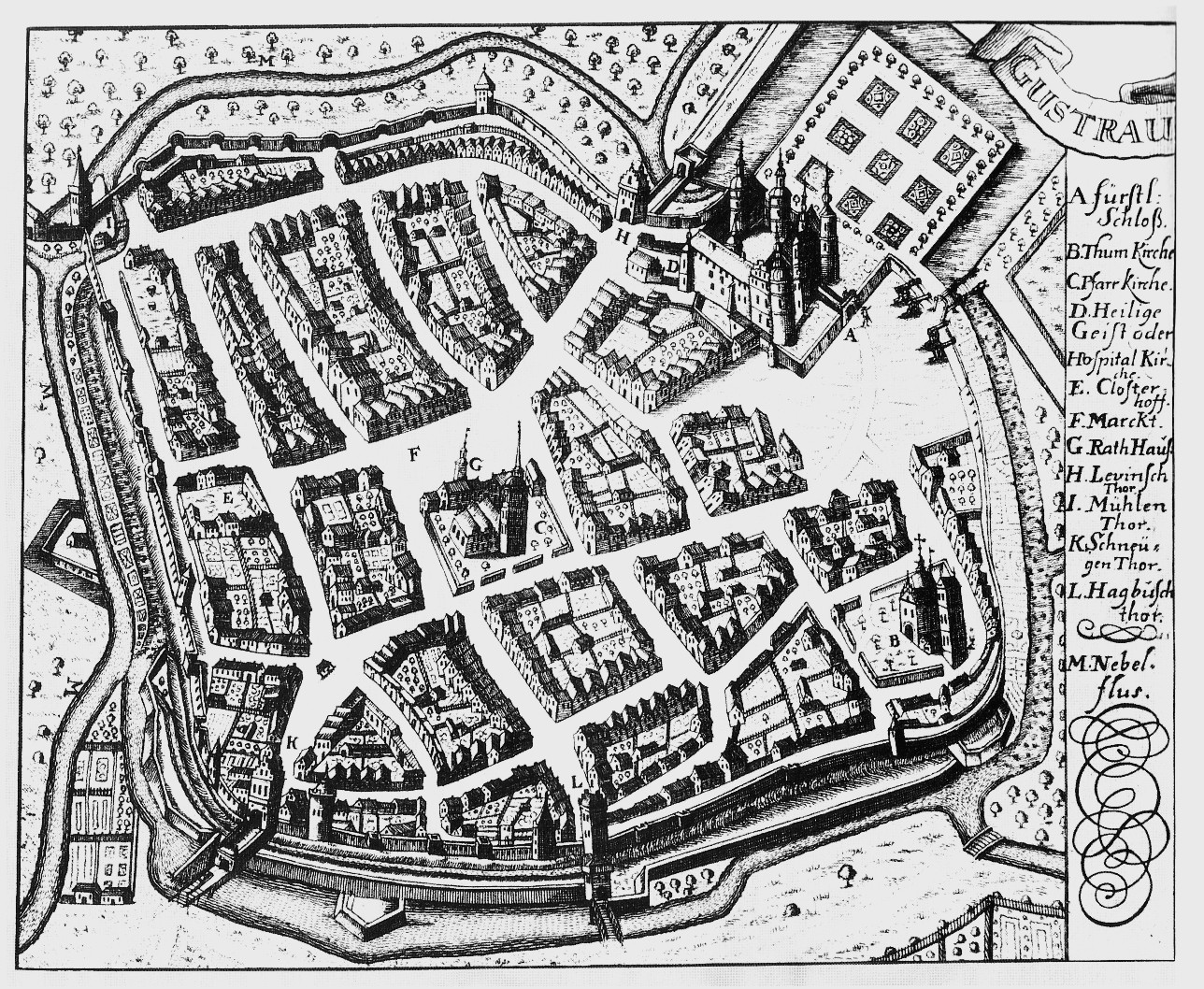
Güstrow 1706

Die Nebenstraßen und Anschlussstraßen wurden benannt als 1270 erwähnter Pferdemarkt nach dem früheren Viehmarkt und Pferdehandel (zur DDR-Zeit Straße des Friedens), Enge Straße, Mühlenstraße nach dem früheren Mühlenviertel, Hollstraße nach der Ansiedlung von Holsteinern bei der deutschen Ostbesiedlung im Mittelalter, Gleviner Straße nach dem nicht erhaltenen slawischen Dorf Glevin und dem Kloster, Domstraße nach dem gotischen Güstrower Dom aus dem dritten Viertel des 13. Jahrhunderts, Grüner Winkel (früher Badestubenstraße dann Grünwinke) wohl nach den Vorgärten und Hageböcker Straße nach dem Hagebusch, also der Hagebuche bzw. Hainbuche (zur DDR-Zeit Straße der Nationalen Einheit bzw. Wilhelm-Pieck-Straße).

## Geschichte

### Name
Der Platz wurde benannt nach dem mittelalterlichen Marktplatz auf dem im Zentrum das Rathaus und die Pfarrkirche St. Marien stehen.

### Entwicklung

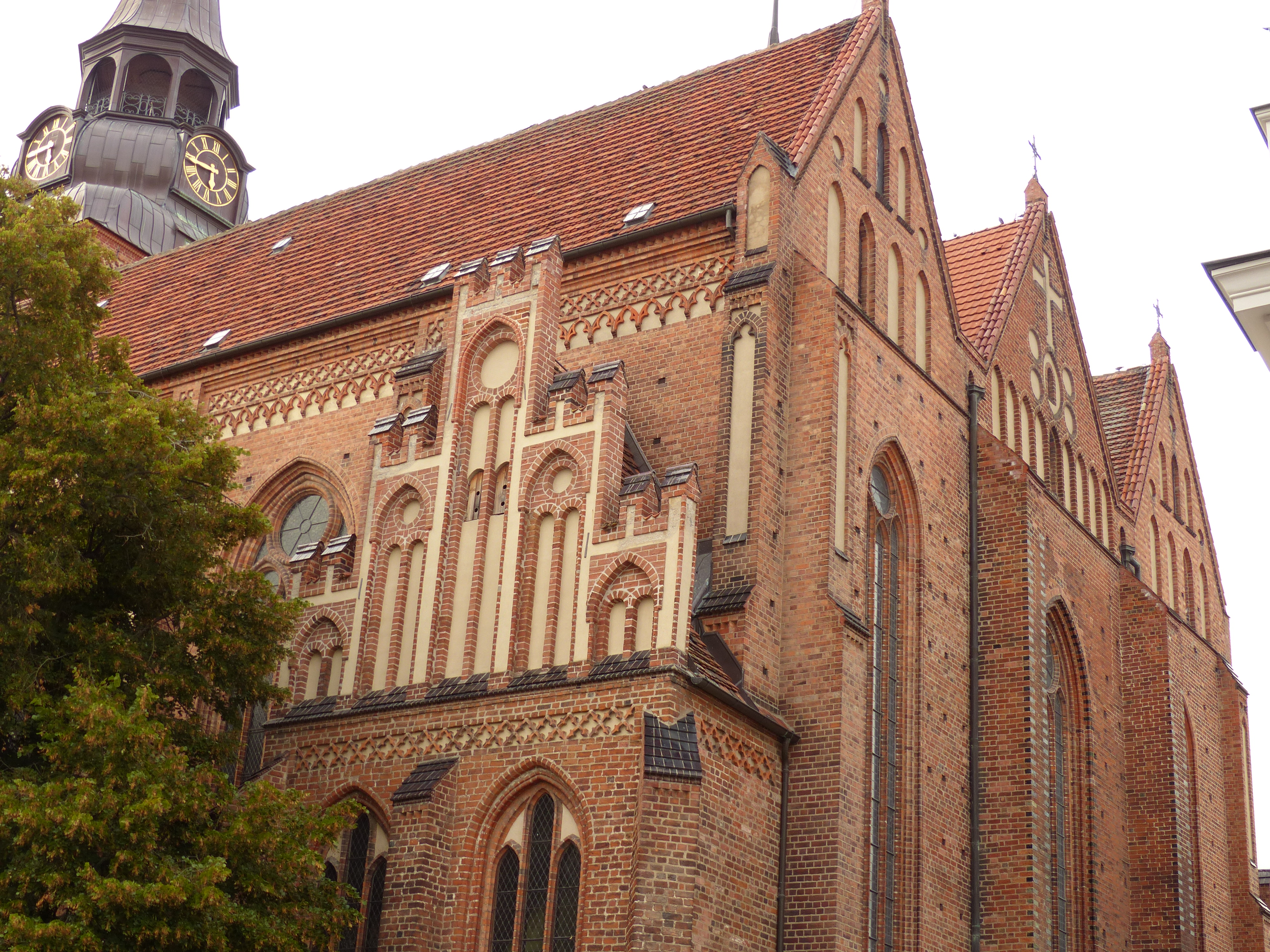
Marienkirche, Ostgiebel

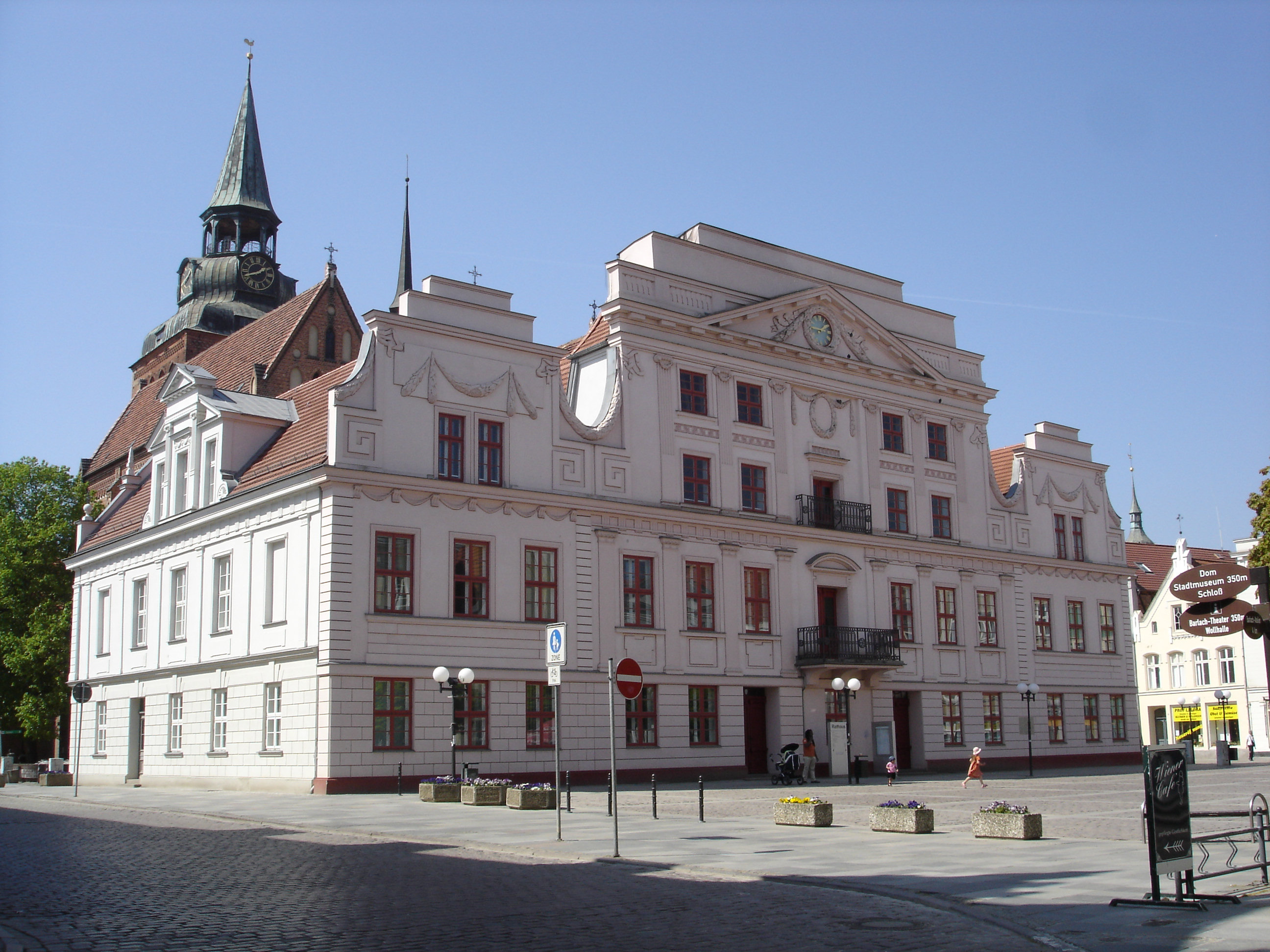
Nr. 1: Rathaus 2008

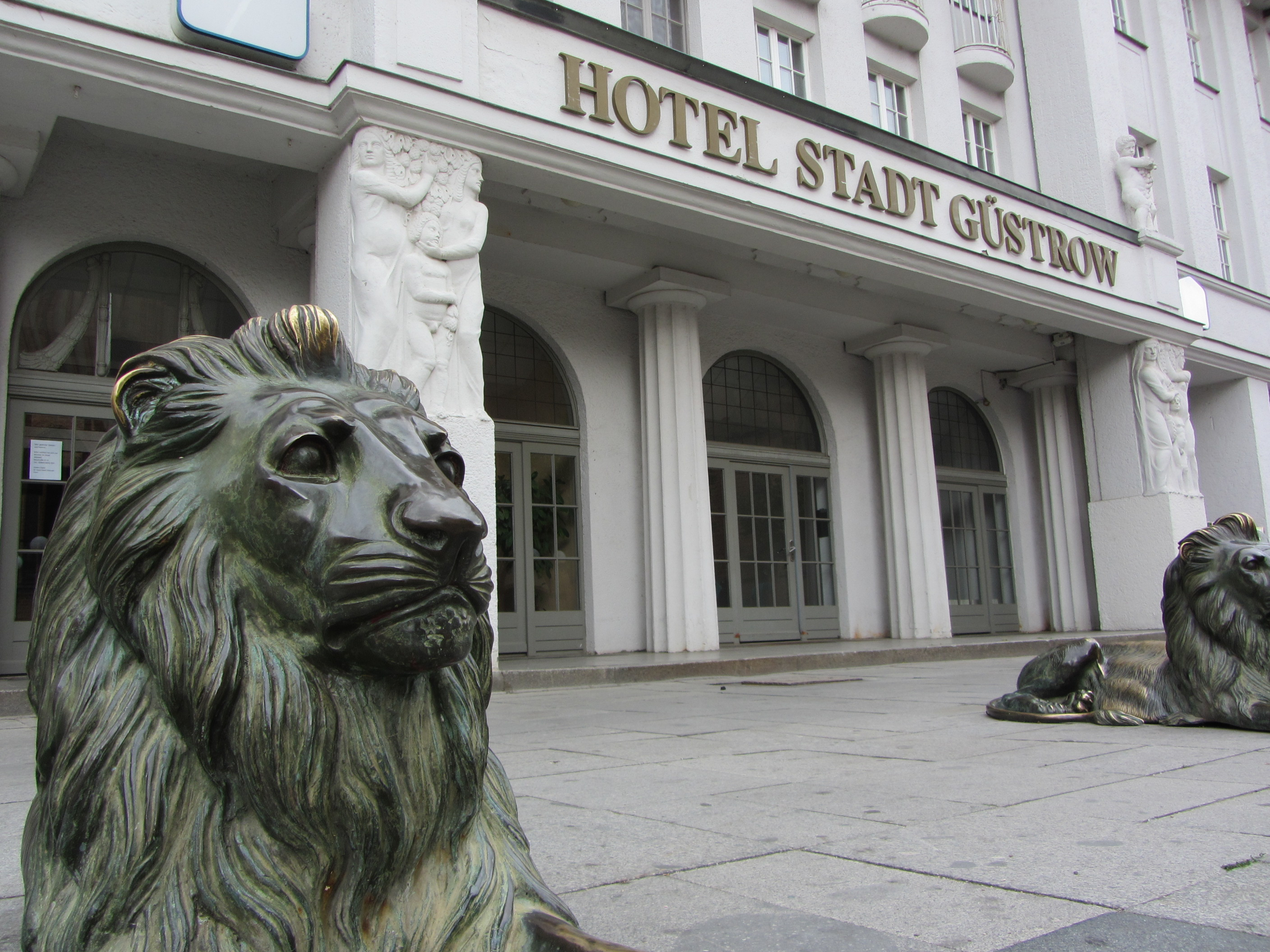
Nr. 2/3: Hotel Stadt Güstrow

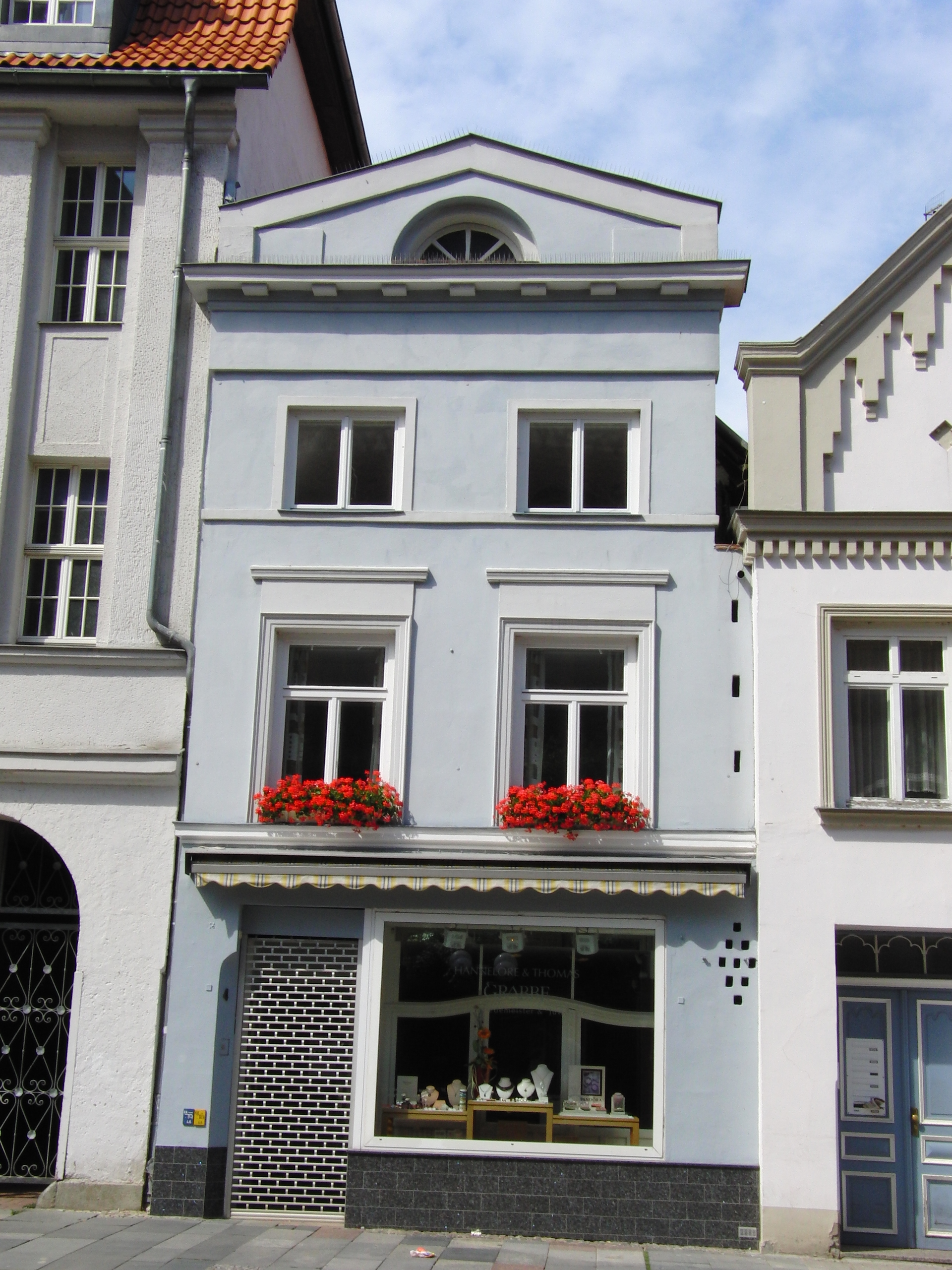
Nr. 4

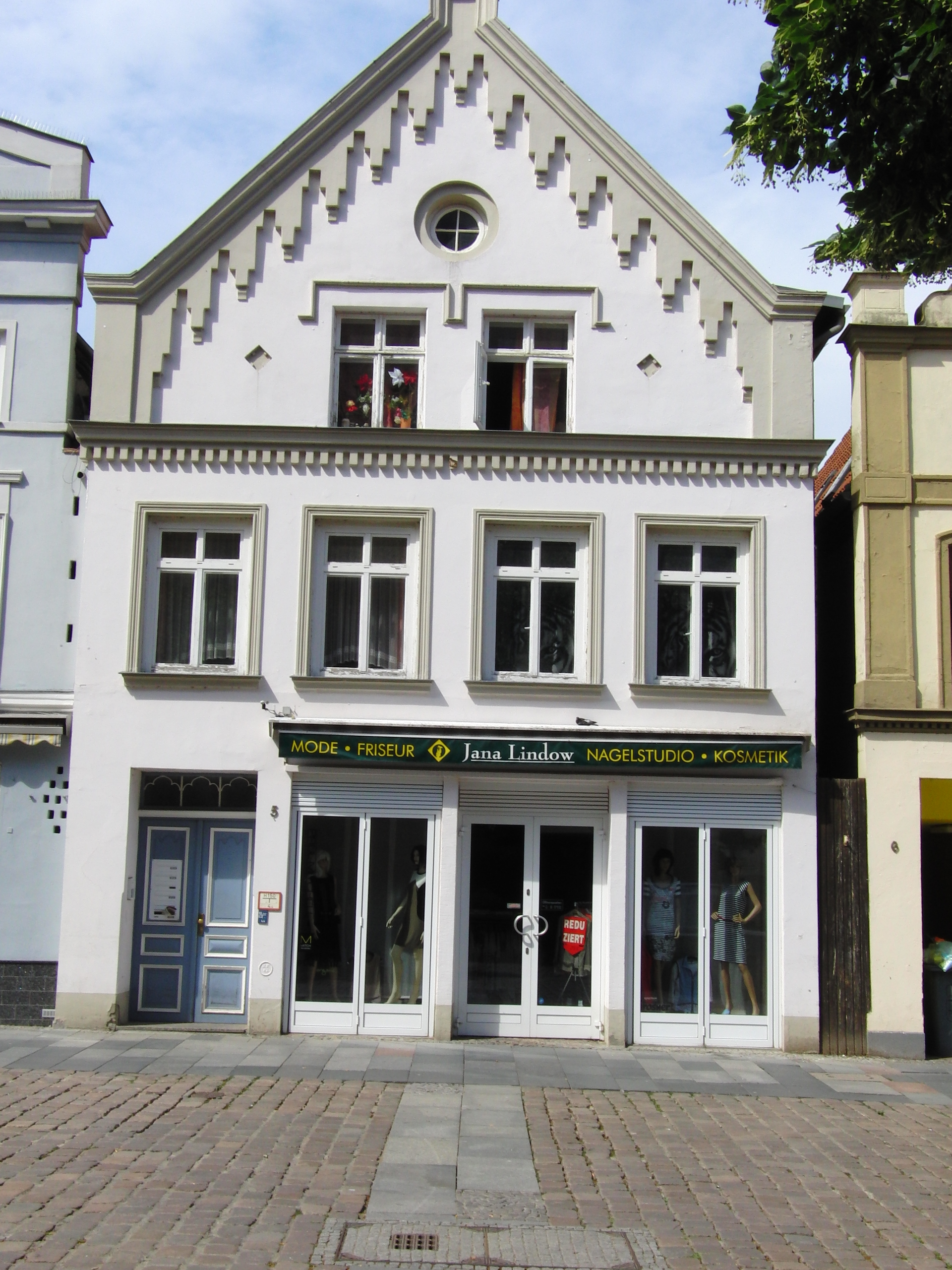
Nr. 5

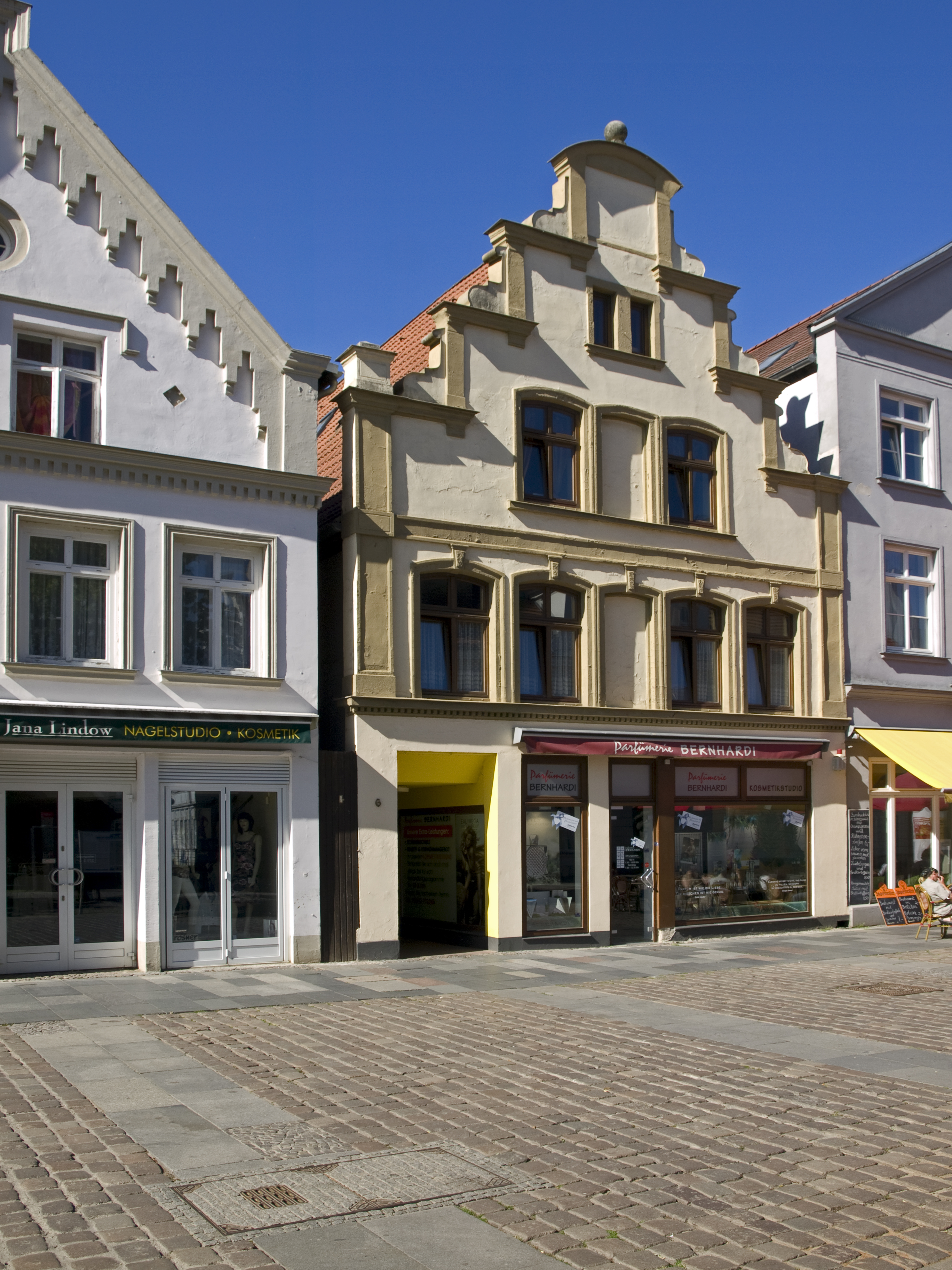
Nr. 6

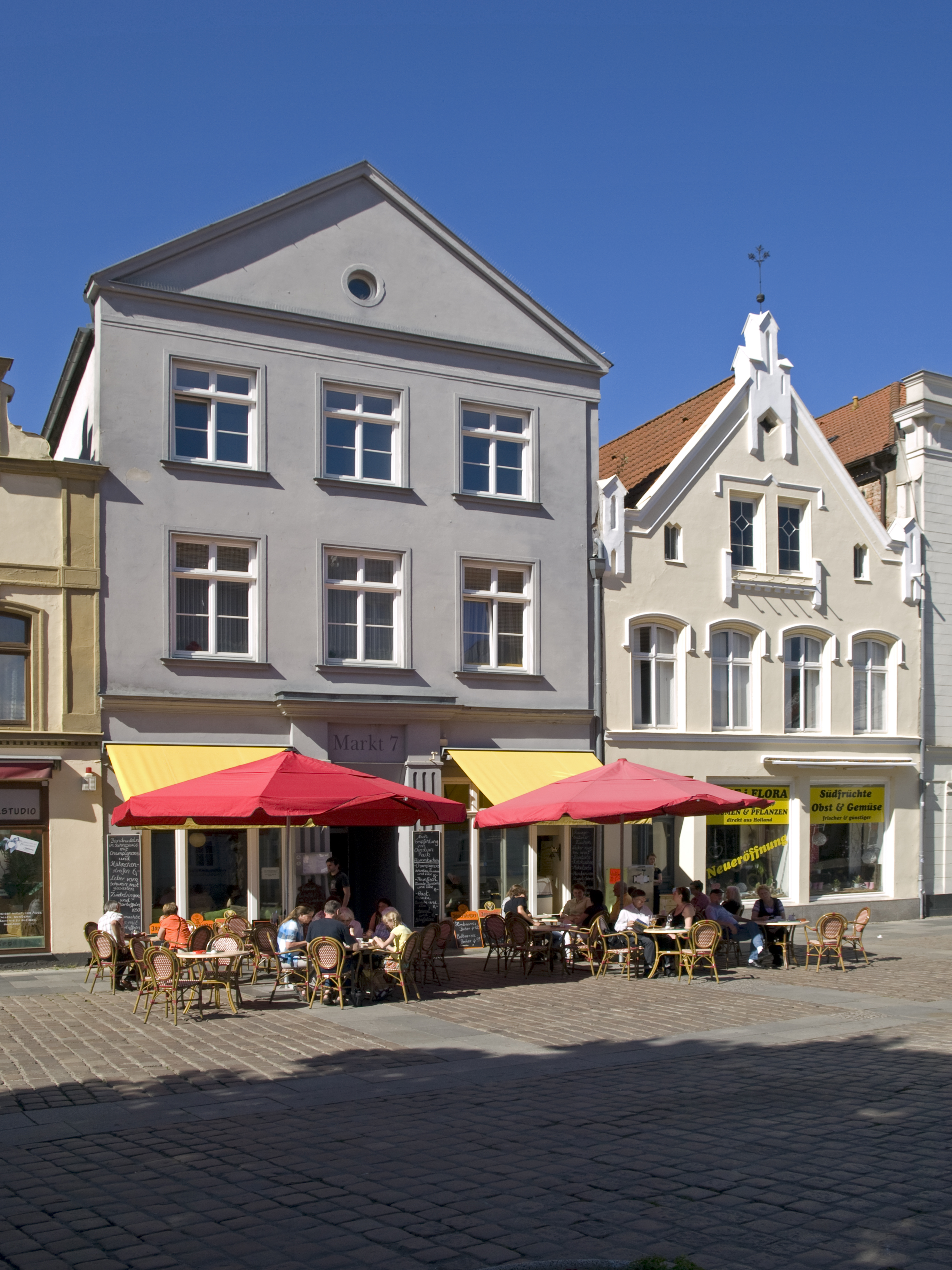
Nr. 7 und 8

Güstrow besteht seit um 1100 und war von 1229 bis 1436 sowie von 1556 bis 1695 Residenzstadt. Die slawische Burg und Schloss Güstrow prägten den Ort. Nach dem großen Stadtbrand von 1503 wurden viele Häuser neu erbaut. Auf dem Güstrower Markt (Ecke Grüner Winkel) befand auch die berühmte Kniesenack-Brauerei.
Auf dem zentralen Platz stand im Mittelalter im 13. Jahrhundert mittig das erste gotische Rathaus, ersetzt durch einen Neubau von um 1800, und die 1308 ersterwähnte Pfarrkirche, die 1503 abbrannte und 1508 durch einen Neubau ersetzt wurde.
1978 wurde der Markt umgestaltet und die Archimedes-Skulptur aufgestellt. Ab 1991 wurde die historische Altstadt als früheres Nationales Flächendenkmal und nun Modellstadt der Städtebauförderung saniert, und so auch der Platz (2020) und viele Häuser.

## Gebäude, Anlagen (Auswahl)
An der Straße stehen zumeist zwei- bis dreigeschossige Häuser. Die mit (D) gekennzeichneten Häuser stehen unter Denkmalschutz.
Platzmitte
- Nr. 1: 2- und 4-gesch. klassizistisches Rathaus Güstrow von um 1800 (D) nach Plänen von David Anton Kufahl
- Nr. 31: Spätgotische Pfarrkirche St. Marien von 1508

Nordseite
- Nr. 2/3: 3-gesch. 16-achsiges früheres Hotel Stadt Güstrow (D), mit Saal und Mansarddach, ab 1776 Müller’sches Gasthaus, 1836 Hotel Erbgroßherzog daneben Hotel Stadt Hamburg, um 1910 Abriss beider Häuser, 1912 Neubau Hotel Erbgroßherzog, 1925: hinterer Anbau als Saal mit 1000 Plätzen und kleinerer Saal (u. a. Kino Capitol) sowie Umbau für das Kaffee Borwin an der Ecke, 1945 Leerstand, Anfang 1950er Jahre Hotel-Zachow und dann Enteignung, danach HO-Hotel-Stadt Güstrow, nach 1991 teilweise saniert, später Hostel, heute hostel & pension mit Einkaufsmarkt
- Nr. 4: 3-gesch. saniertes Wohn- und Geschäftshaus (D)
- Nr. 5: 2-gesch. saniertes Wohn- und Geschäftshaus (D), Giebelhaus, Fassadensanierung um 2019
- Nr. 6: 2-gesch. Wohn- und Geschäftshaus (D), Giebelhaus mit Treppengiebel
- Nr. 7: 3-gesch. Wohn- und Geschäftshaus mit Anbauten (D), Giebelhaus mit Restaurant
- Nr. 8: 3-gesch. Wohn- und Geschäftshaus (D), Giebelhaus
- Nr. 9: 3-gesch. Wohn- und Geschäftshaus (D), 1. Konzerthaus und Hofkolonnaden
- Nr. 10: 2-gesch. Wohn- und Geschäftshaus von 1637 (D), Fachwerkgiebelhaus, Renaissance-Staffelfassade in grün, Ratskeller seit 1915
- Nr. 11: 4-gesch. Wohn- und Geschäftshaus (D), saniert um
- Nr. 12: 2-gesch. Wohn- und Geschäftshaus (D), Giebelhaus mit Treppengiebel
- Mühlenstraße Nr. 1, Ecke Markt: 3-gesch. Wohn- und Geschäftshaus (D) mit Schloss-Apotheke

Ostseite
- Nr. 13, Ecke Mühlenstraße: 3-gesch. 5-achsiges neoklassizistisches Wohn- und Geschäftshaus mit Apotheke
- Nr. 14: 3-gesch. Wohn- und Geschäftshaus (D) mit Markt-Restaurant Voss
- Nr. 15/16: 3-gesch. Wohn- und Geschäftshaus mit OstseeSparkasse Rostock
- Nr. 17: 3-gesch. Wohn- und Geschäftshaus mit zwei Hintergebäuden (D), saniert Ende der 1990er Jahre
- Nr. 18: 3-gesch. Wohn- und Geschäftshaus (D)
- Gleviner Straße Nr. 1, Ecke Markt: 3-gesch. Wohnhaus aus der Weserrenaissance (D), 3-gesch. Giebel mit geradem Abschluss, Kurfürst und König August der Starke (1670–1733) nächtigte hier um 1706 zu Friedensverhandlungen, 2018 saniert

Südseite
- Nr. 19/20, Ecke Gleviner Straße: 3-gesch. historisierendes Wohn- und Geschäftshaus von 1904 mit Hintergebäude (D) mit zwei Zwerchgiebeln und Eckausbildung mit achteckigem Zeltdach, zuvor 3-gesch. abgebranntes Dettman’sches Haus von um 1503 sowie daneben (Nr. 20) Giebelhaus aus der Renaissance
- Nr. 21: neoklassizistisches 3-gesch. 8-achsiges Bürohaus mit Deutsche-Bank-Filiale
- Nr. 22: 3-/4-gesch. Wohn- und Geschäftshaus mit zwei Hintergebäuden (D), Fassade mit vielen Jugendstilelementen
- Nr. 23: 3-gesch. neoklassizistisches giebelständiges Wohn- und Geschäftshaus mit Hintergebäude (D), Schaufassade mit Stufengiebel und halbrundem markanten Schmuckelement, saniert Ende der 1990er Jahre
- Nr. 24: 3-gesch. Wohn- und Geschäftshaus, Kemladen mit Logenraum (D), Rats Apotheke seit 1791, vorgesetzte Fassade mit hohem Gesims im Stil des Eklektizismus und Art déco teils nach Umbau von 1922–26, saniert 1996–98
- Nr. 25: 2-gesch. rotes Wohn- und Geschäftshaus und Hintergebäude (D), Fassadensanierung um 2019, Bauherrenpreis
- Nr. 26: 2-gesch. Wohn- und Geschäftshaus, mehrere Hintergebäude (D)
- Nr. 28, Ecke Domstraße: 3-gesch. neoklassizistisches Wohn- und Geschäftshaus mit Hintergebäude (D), Eckhaus mit 5-gesch. Schaufassade, früher von um 1890 mit Delicatessen- und Weinhandlung sowie ab 1900 Grotefends Restaurant, von um 1935 bis nach 1991 Stehbierhalle Zur Traube, zur DDR-Zeit Weinstube im Hinterhaus an der Domstraße, saniert um 2020

Westseite
- Nr. 29, Ecke Grüner Winkel: 3-gesch. Wohn- und Geschäftshaus mit zwei angeschlossenen Wohnhäusern (D), 2014 abgebranntes 2-gesch. Fachwerkhaus, Neubau als Giebelhaus 2017/18 im Verbund mit Nr. 30, Bauherrenpreis

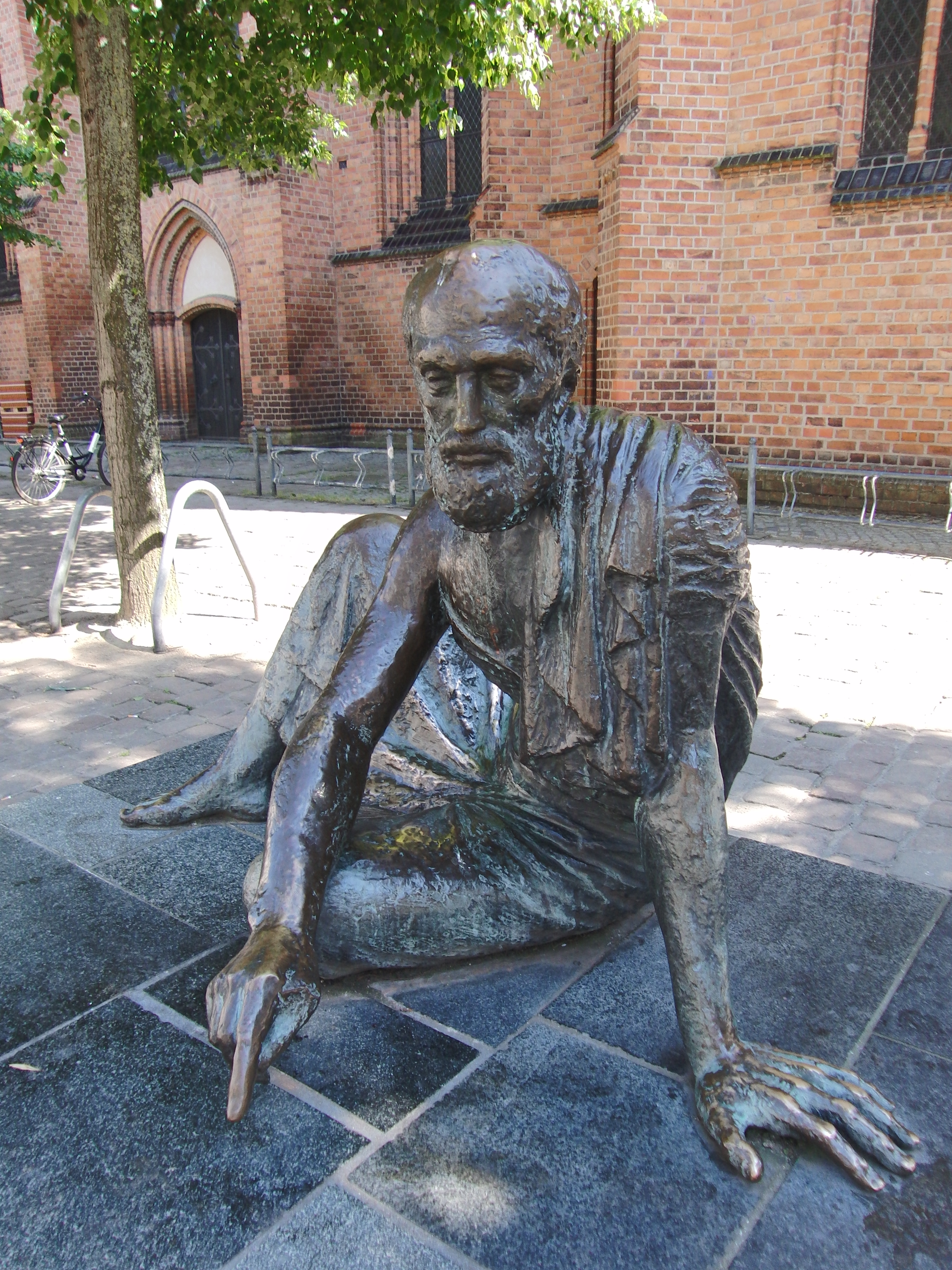
Archimedes-Skulptur
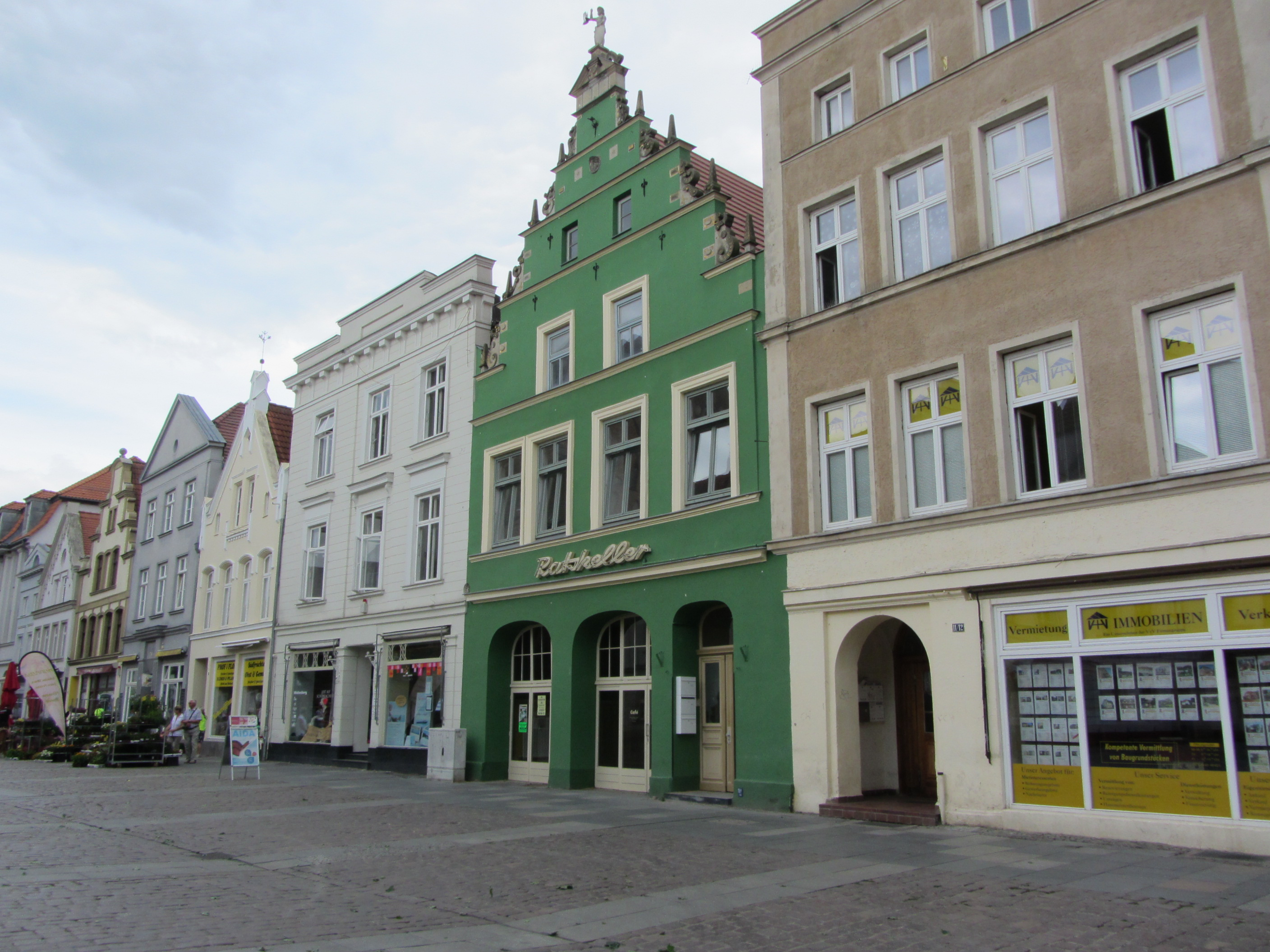
Nr. 30: 4-gesch. giebelständiges Fachwerk-Wohn- und Geschäftshaus (D) mit Kemlade; Fassade mit klassizistischen- und Jugendstilelementen, zwei Pilaster mit Köpfen als Teil der ionischen Kapitelle; 2015 von der Stadt nach Schäden durch Brand an Privat verkauft,[4] Neubau und Sanierung bei Erhalt der Fassade und des Kellers nach 2016 bis um 2018, Bauherrenpreis
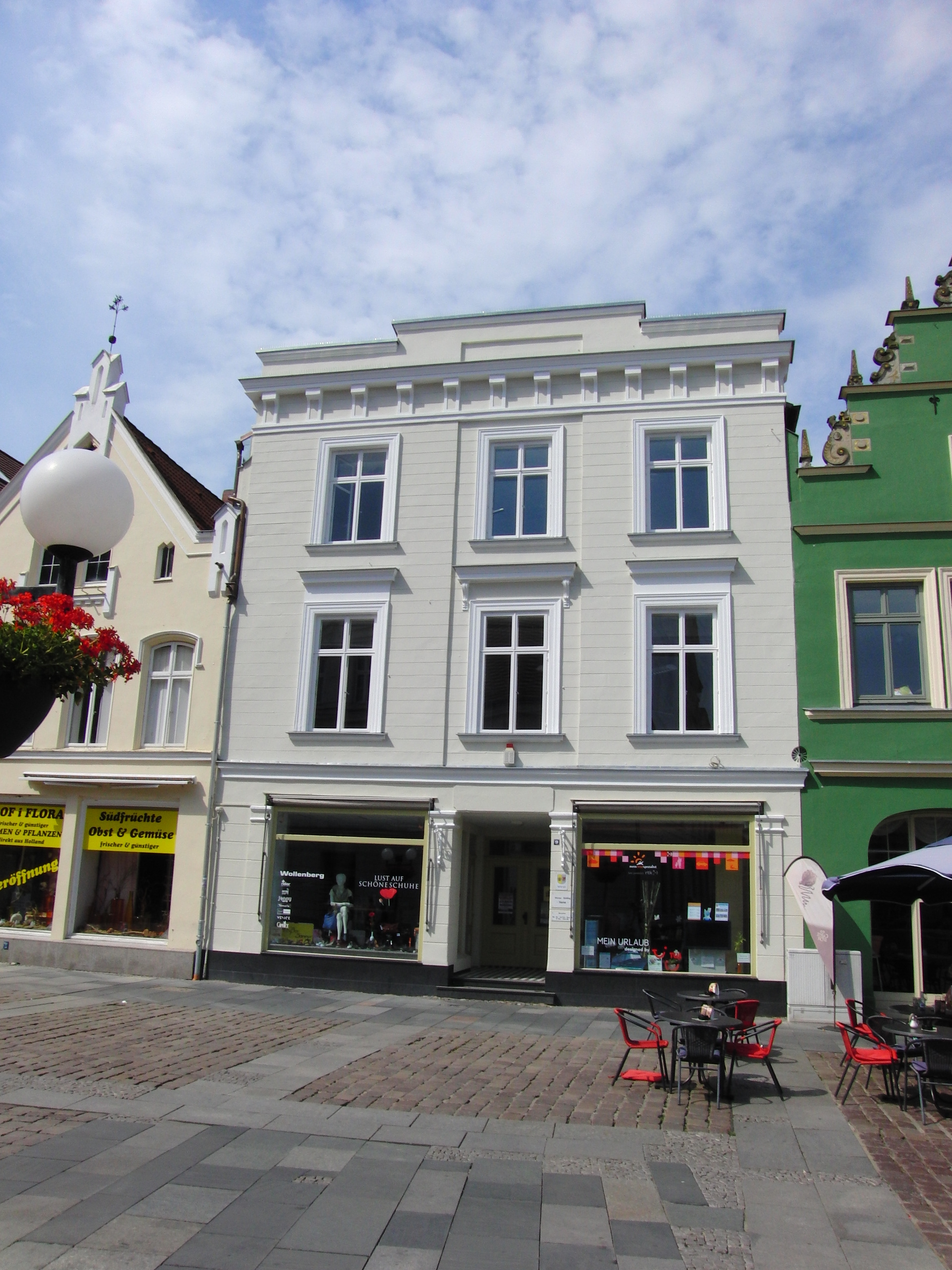
Nr. 31: 2-gesch. Wohn- und Verwaltungsgebäude mit Hintergebäude (D) sowie mit Dachhaus
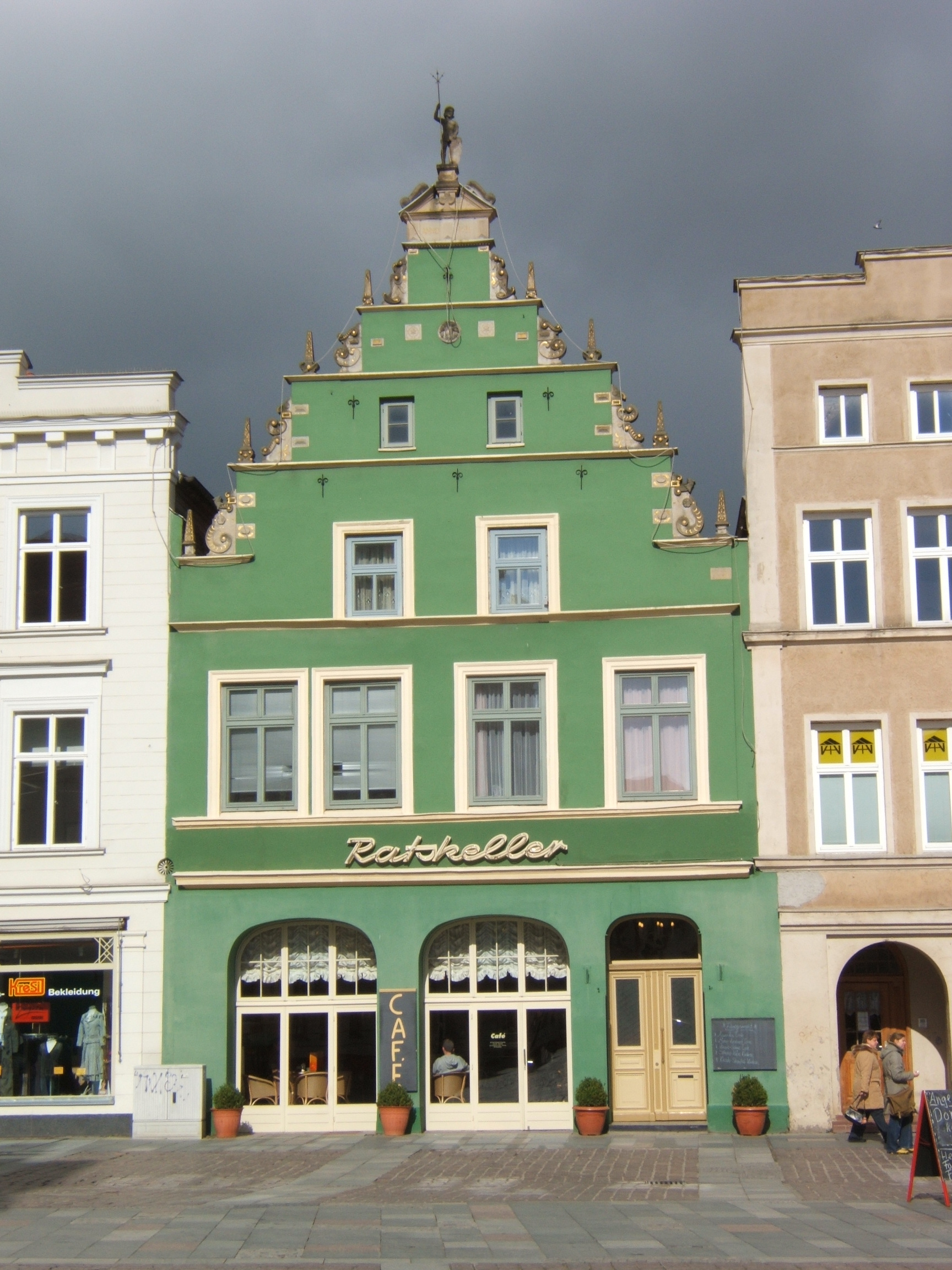
Nr. 10: Ratskeller
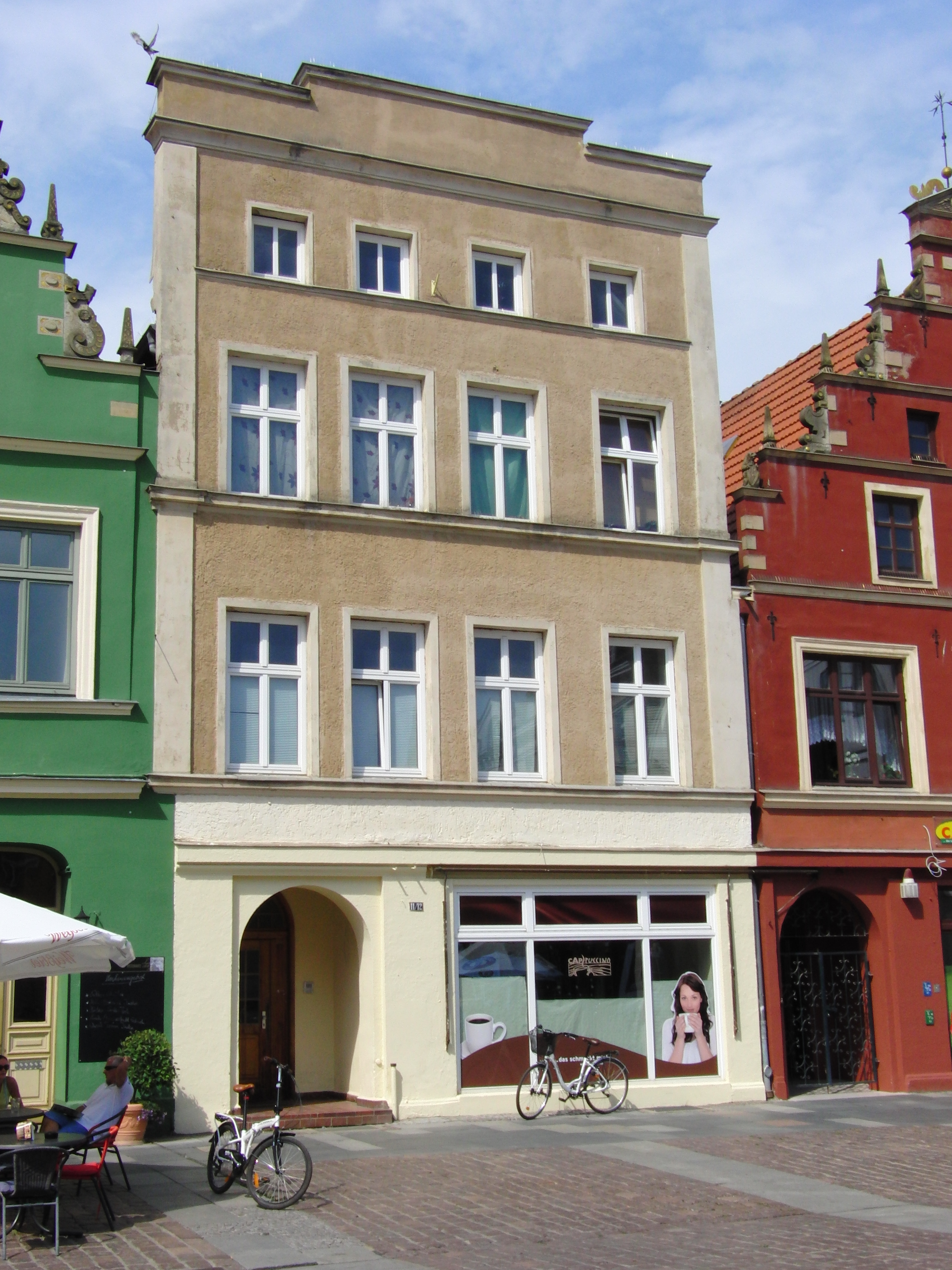
Nr. 32, Ecke Hageböcker Straße: 3-gesch. siebenachsiges klassizistisches Wohn- und Geschäftshaus von 1804 (D) nach Plänen des Ratsbaumeisters David Anton Kufahl mit Mezzaningeschoss und wuchtigem Kraggesims sowie vier ionischen Pilastern, seit um 1877 mit Gastwirtschaft, 1903 Umbau zu Kegebein’s Hotel mit Restaurant und Geschäften, später Hotel Fürstenhof, zur DDR-Zeit Haus der Freundschaft bzw. Klub der Intelligenz (Kerstingklub), Umbauten nach 1991 (ohne Rundbögen), saniert 1998/99 mit Fassade von 1903, heute auch mit Standesamt
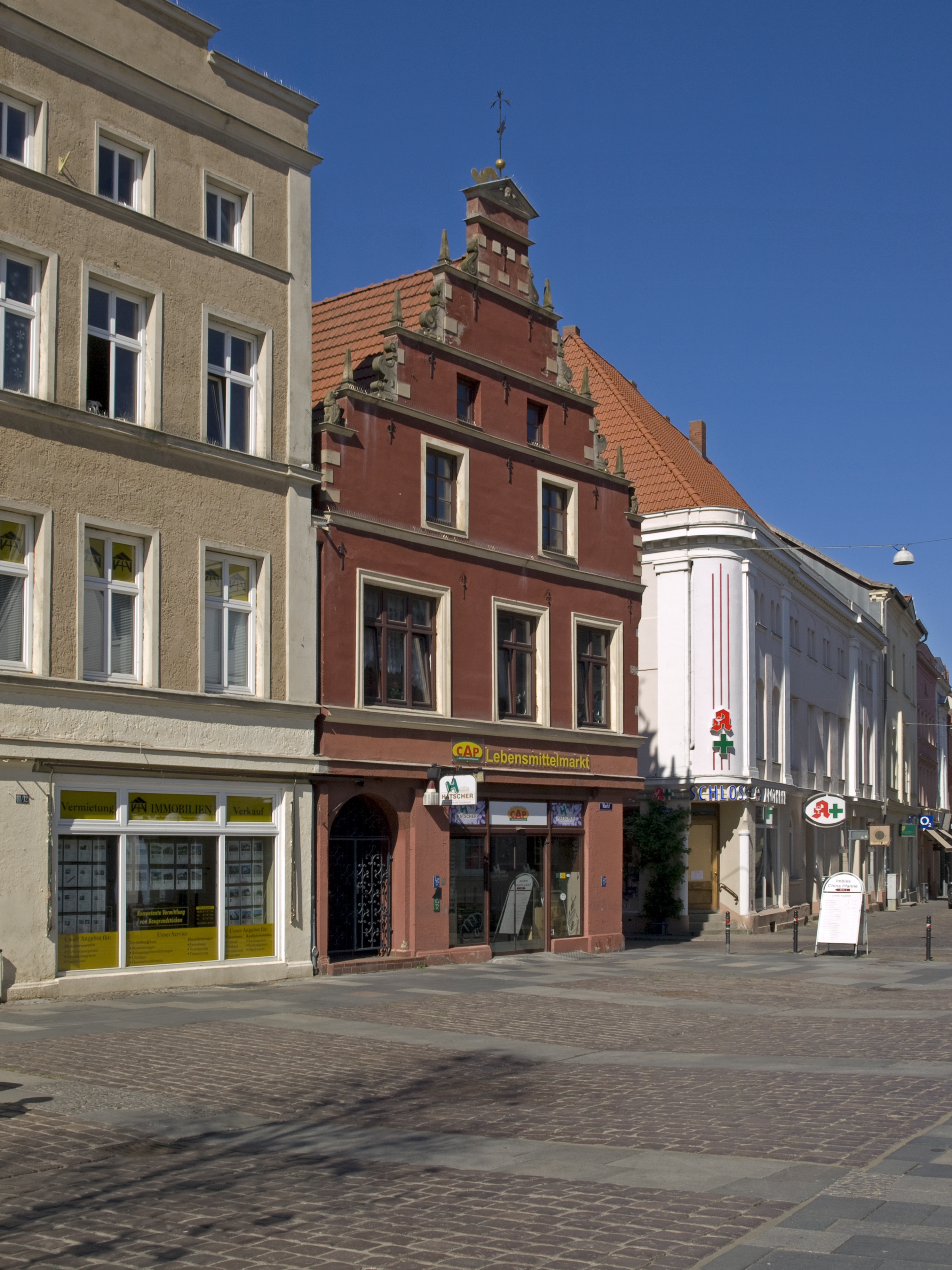
Nr. 12 (rot)
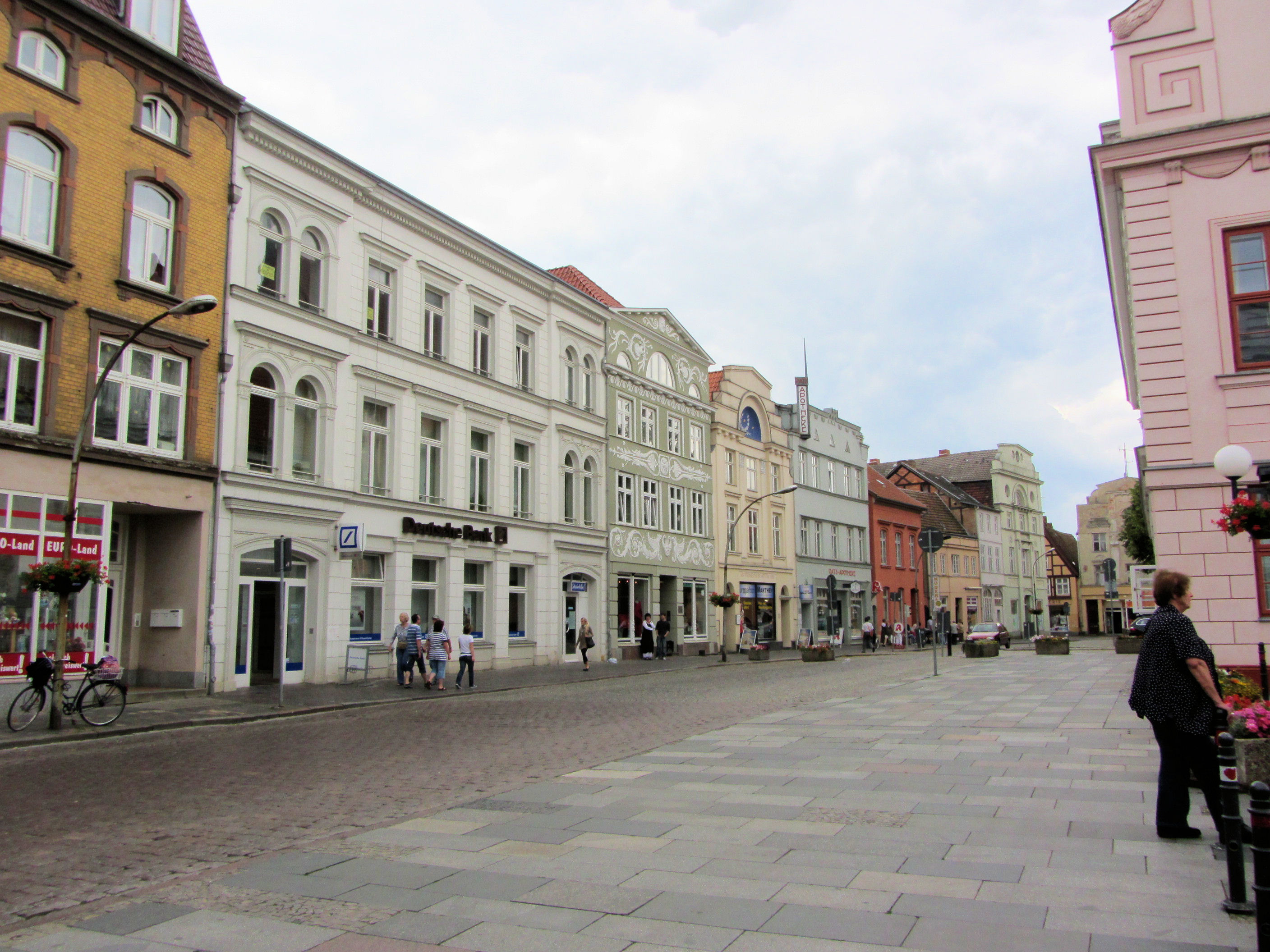
Nr. 20–28, Ost
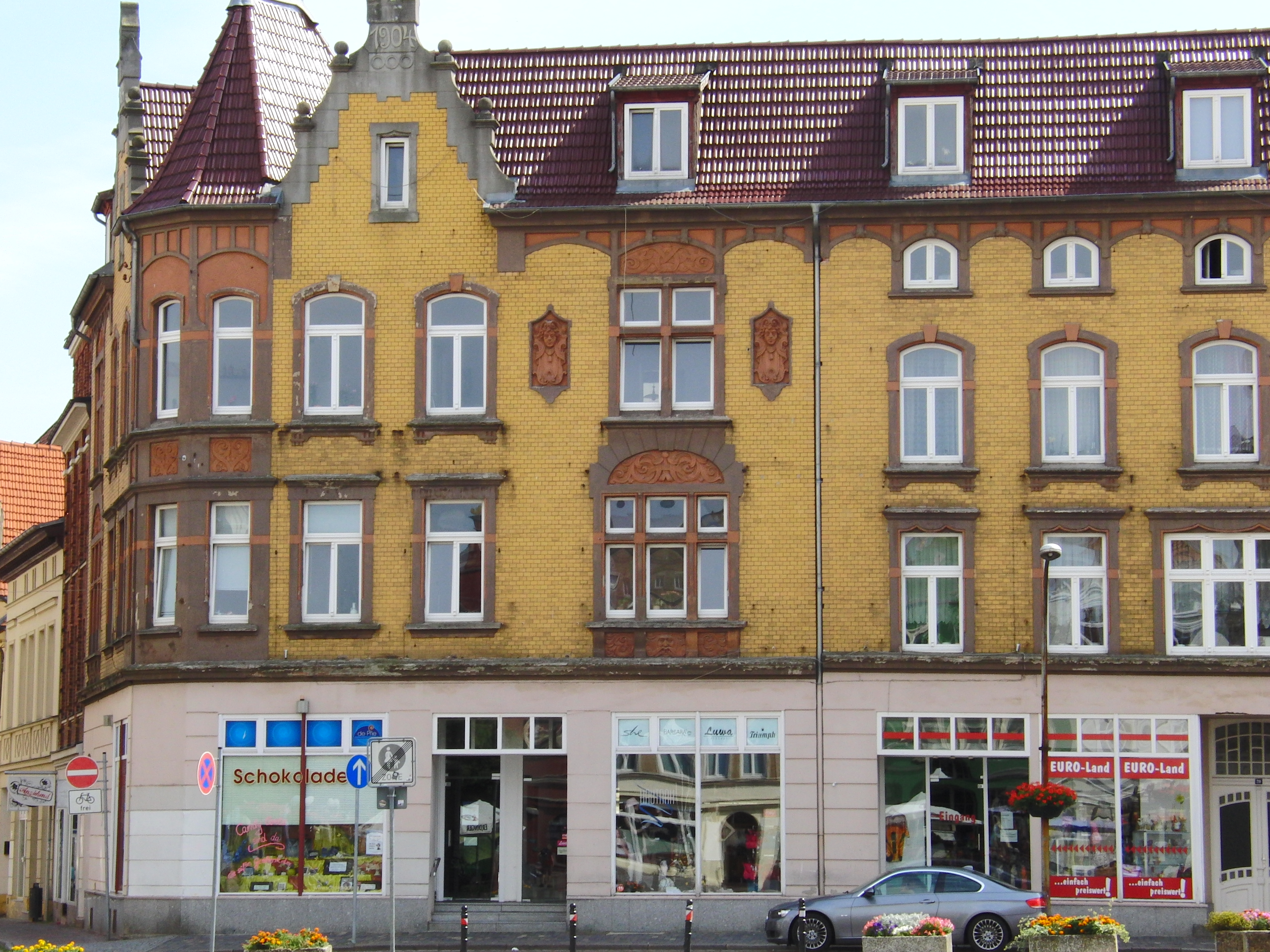
Nr. 33, Ecke Hageböcker Straße: 3-gesch. Wohn- und Geschäftshaus (D) mit Kraggesims und Mezzaningeschoss
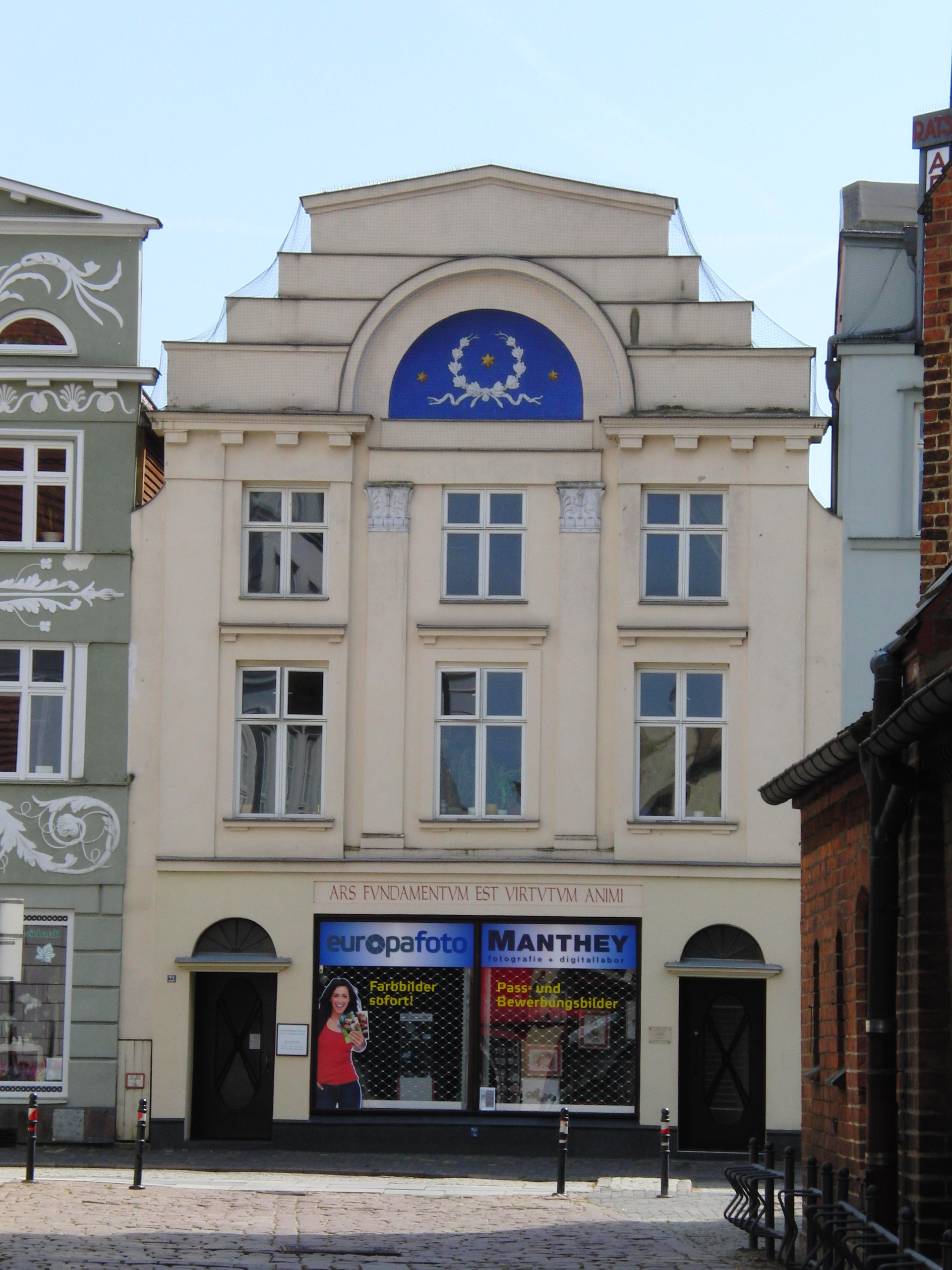
Nr. 34: 3-gesch. Wohn- und Geschäftshaus (D) mit Mezzaningeschoss
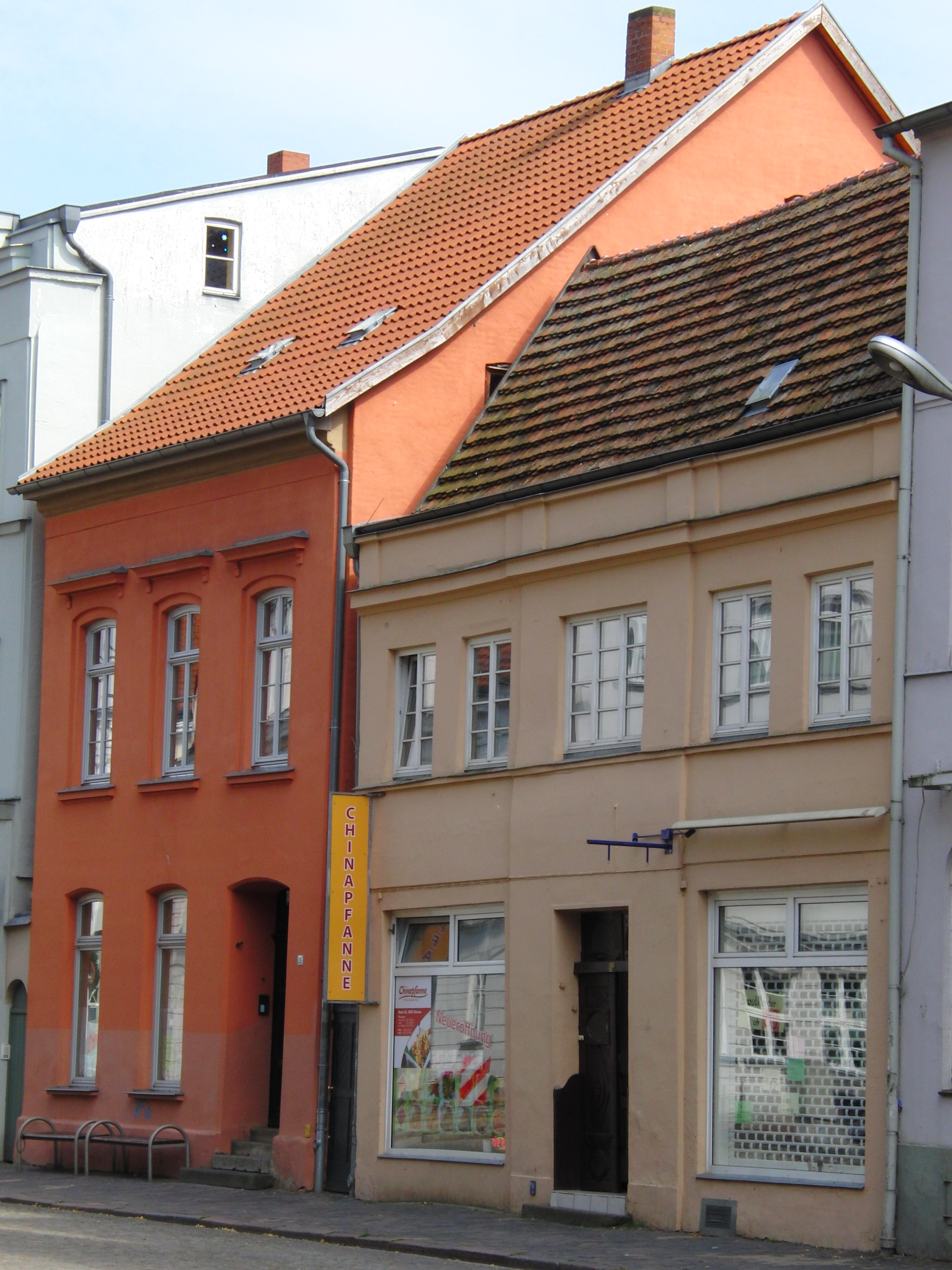
Nr. 35: 3-gesch. Wohn- und Geschäftshaus (D), saniert Ende der 1990er Jahre
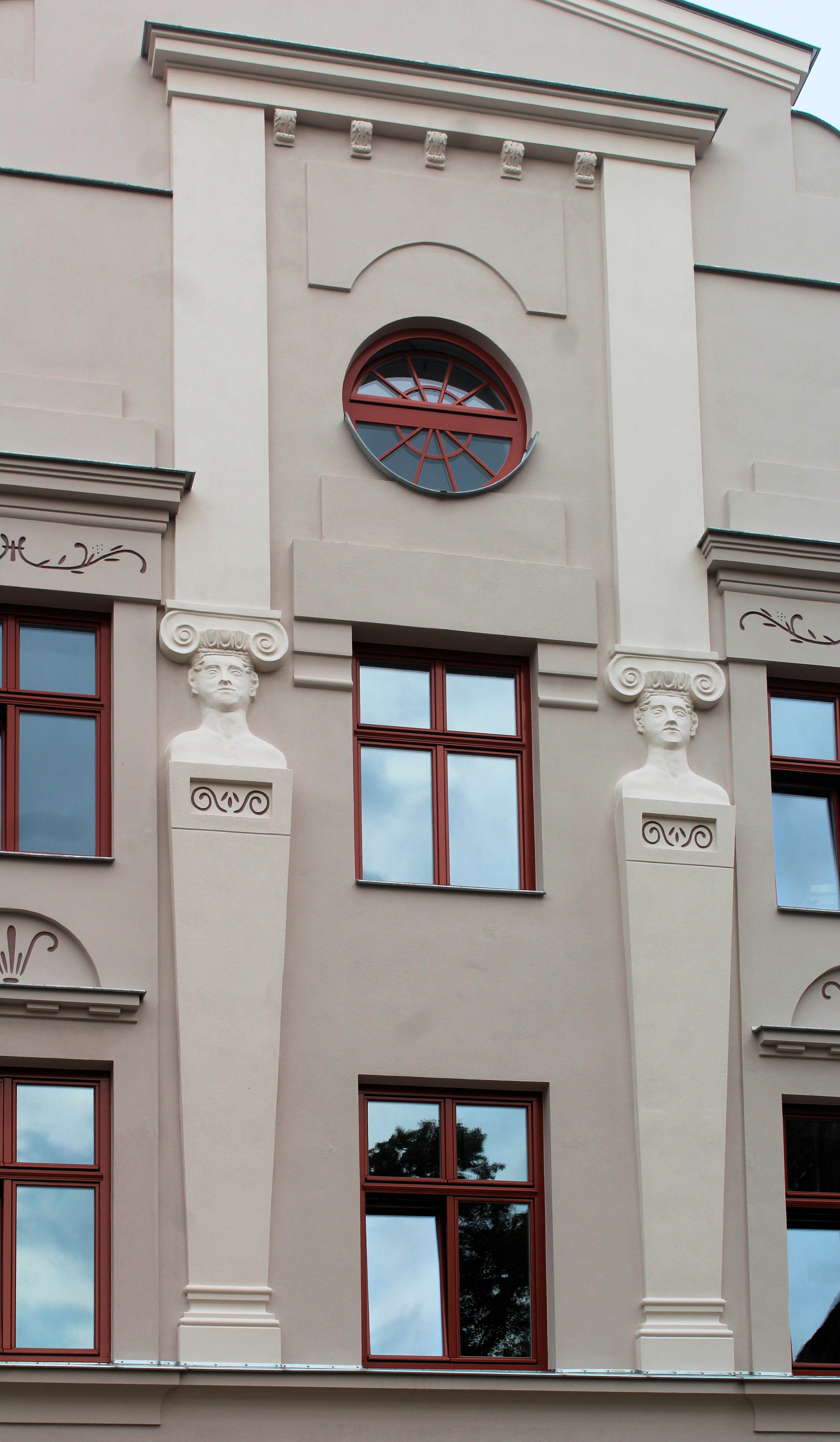
Nr. 30
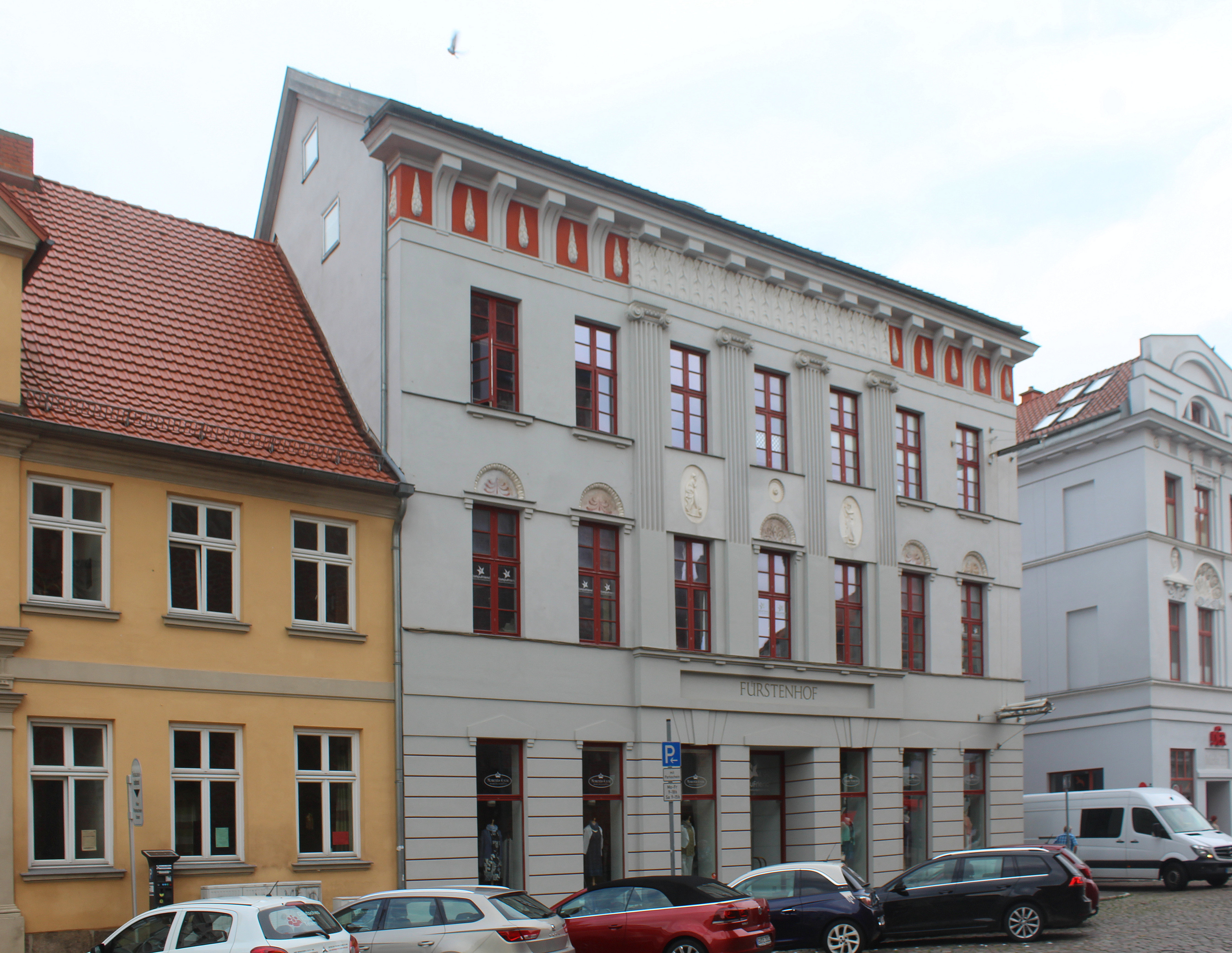
Nr. 31–33
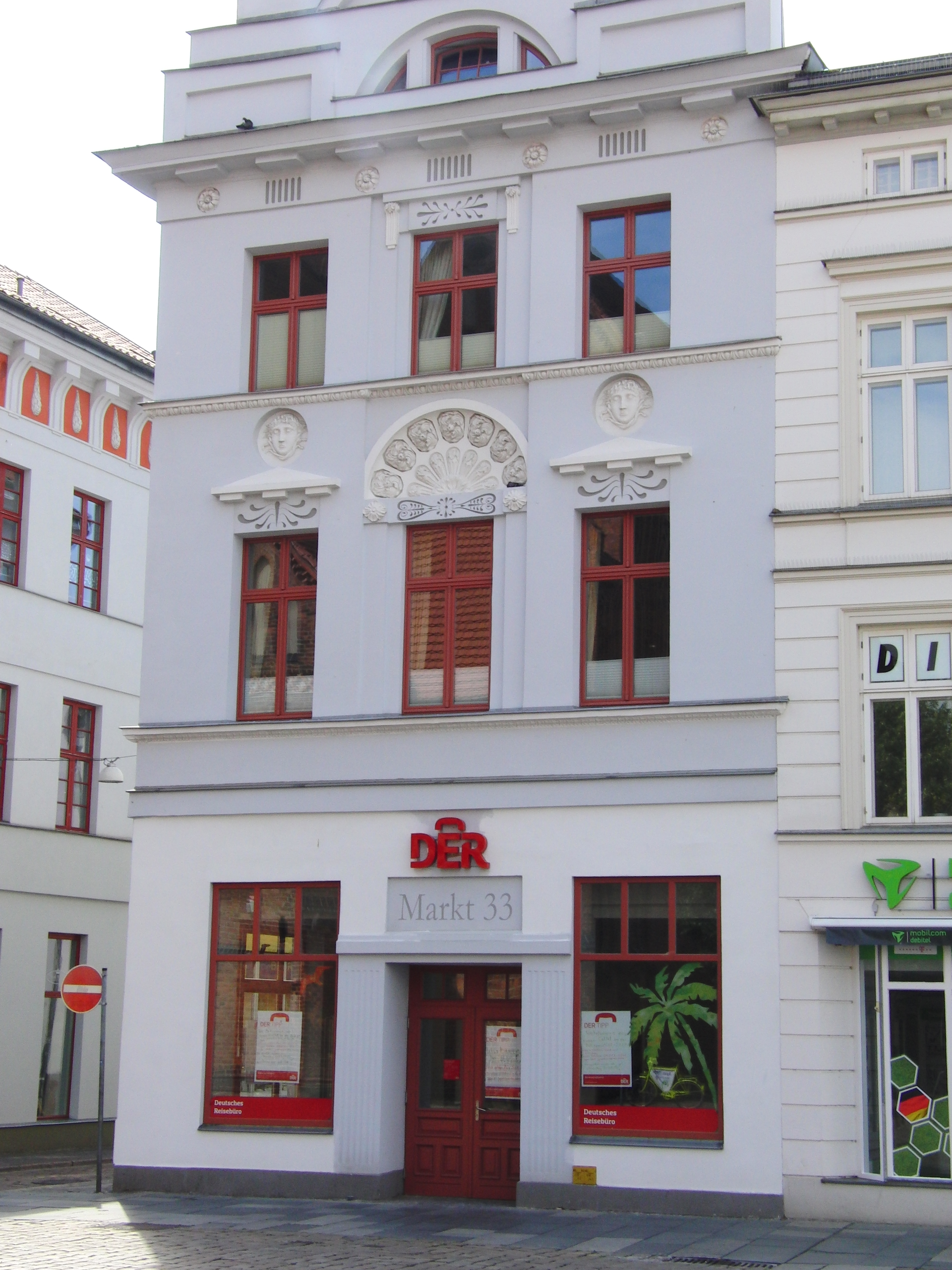
Nr. 33
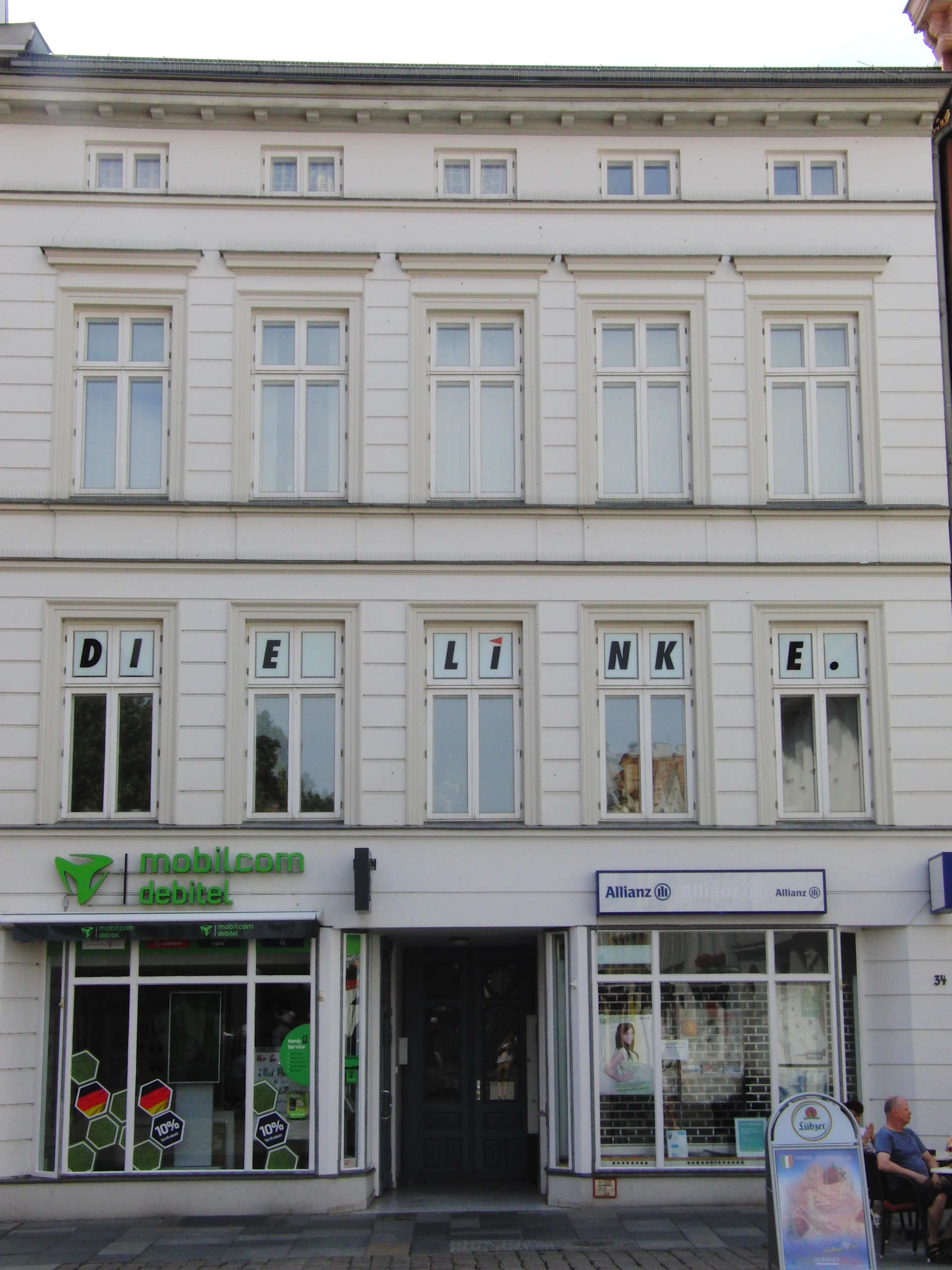
Nr. 34

### Denkmale
- Bronzeskulptur vom griechischen Mathematiker, Physiker und Ingenieur Archimedes (um 287 bis 212 v. Chr.) vom Bildhauer Gerhard Thieme (Berlin) von 1977/78 an der Nordseite der Güstrower St. Marienkirche zum 750-jährigen Stadtjubiläum, 2006 Sockel saniert
- Tierstele an der Nordseite von 1976 von Lothar Rechtarcek